# اسکاتی تامپسون
 اسکاتی تامپسون (انگلیسی: Scottie Thompson؛ زادهٔ ۹ نوامبر ۱۹۸۱) یک هنرپیشه اهل ایالات متحده آمریکا است.
از فیلم‌ها یا برنامه‌های تلویزیونی که وی در آن نقش داشته است می‌توان به پیشتازان فضا اشاره کرد.